# Multatuliweg
De Multatuliweg in de wijk Bos en Lommer in Amsterdam-West kreeg zijn naam op 6 oktober 1948 en werd vernoemd naar Multatuli, pseudoniem van de schrijver Eduard Douwes Dekker.
De weg liep van de Haarlemmerweg naar het Bos en Lommerplein en kruiste de Wiltzanghlaan gelijkvloers. De weg werd formeel opgeheven op 26 november 1975. Op de plaats hiervan ligt sinds de jaren zestig  het dijklichaam en viaducten van de in 1966 geopende Einsteinweg (sinds 2016 Ringweg-West), onderdeel van de Ringweg A10.
De Multatuliweg was smaller dan de huidige weg en ontworpen als stadsstraat met groenstroken langs de flats en een brede middenberm op het noordelijkste gedeelte bij de Haarlemmerweg. De Max Havelaarflats, genoemd naar het boek van Multatuli, langs de weg herinneren hier nog aan. De volledige ruimte tussen de flats is door het dijklichaam en de snelweg in beslag genomen en ligt daardoor vlak tegen de flatgebouwen aan.
Het Sportpark Multatuliweg werd op 17 oktober 1956 naar de weg vernoemd en is tegenwoordig nog de enige vernoeming naar Multatuli in Amsterdam.